# Ingénieur méthode
L'ingénieur méthodes en BTP a pour fonction d'organiser et planifier les chantiers, en faisant le lien entre le conducteur de travaux, le chef de chantier, le bureau d'études et les fournisseurs de matériels de construction.
En phase de préparation de chantier, l'ingénieur méthodes définit avec le conducteur de travaux le principe d'installation de chantier (accès, stockages, moyens de levage), le planning général des travaux, les modes constructifs (éléments préfabriqués ou coulés sur place par exemple), les types et quantités de matériels à prévoir ainsi que les effectifs de main d'œuvre, afin de respecter les délais tout en optimisant les coûts.
En phase de réalisation, l'ingénieur méthodes travaille avec le chef de chantier afin de définir les rotations journalières du matériel et des équipes. Il peut également réaliser des calculs et des plans pour des techniques de stabilité provisoire ou d'étaiement. Il peut, selon les entreprises, être amené à réaliser le suivi des heures de main d'œuvre dépensées tout au long de l'avancement du chantier.
L'ingénieur méthodes intervient en phase commerciale et en phase Travaux, pour :
- organiser et définir les moyens de levage et l'installation du chantier,
- établir les principes d'exécution, les modes opératoires et les phasages,
- déterminer les phases provisoires et les faire valider par le bureau d'études approprié,
- élaborer le planning d'exécution,
- déterminer les moyens matériels et humains nécessaires,
- procéder à la conception de matériel spécifique (coffrage, matériel de sécurité) et superviser leur réalisation auprès des fournisseurs,
- participer au lancement du chantier et finaliser sur place les méthodes d'exécution.

L'ingénieur méthodes en BTP a également un rôle de pivot entre les travaux et les études de prix au sein de l'entreprise. Il contribue au retour d'expérience sur les méthodes de construction employées, ou feed-back, en capitalisant le savoir-faire, les astuces de chantier, les temps unitaires d'exécution et les outils spéciaux conçus ainsi que leurs coûts. 
Les méthodes permettent donc de boucler la chaine de l'information en la faisant remonter jusqu'aux services travaillant en phase "avant-travaux", participant ainsi activement à l'amélioration continue des process de l'entreprise.